# Claremore
Claremore ist eine US-amerikanische Stadt im Bundesstaat Oklahoma. Sie liegt im Rogers County und ist dessen Verwaltungssitz. Das US Census Bureau hat 2020 eine Einwohnerzahl von 19.580 ermittelt. Die Stadt ist Teil der Metropolregion Tulsa.

## Geschichte
Dieses Gebiet war ursprünglich Teil des Territoriums der Osage, aber sie mussten nach einem Vertrag mit den Vereinigten Staaten dieses Land verlassen. Nach der Verabschiedung des Indian Removal Act von 1830 durch den Kongress wurde dieses Gebiet als Teil des Indianerterritoriums ausgewiesen und den Cherokee wurde ein Großteil dieses Territoriums zugewiesen. Ein Postamt wurde am 25. Juni 1874 eingerichtet. Die Ankunft der Eisenbahnen im Indianerterritorium war der treibende Faktor für das frühe Wachstum. Zwei frühe Linien kreuzten sich in der Mitte der Stadt. Am 19. September 1882 änderte die Stadt die Schreibweise ihres Namens von Clermont in Claremore. Ein Angestellter, der die Stadt mit einem Postamt registrierte, hatte den Namen falsch geschrieben, und so blieb er bestehen. Die Stadt wurde am 2. Mai 1903 in die Cherokee Nation aufgenommen.
Bei Claremore wurden bedeutende Schwefelquellen entdeckt. Begünstigt wurde das Wachstum durch die Beliebtheit von Schwefelquellen bei den Amerikanern im späten 19. und frühen 20. Jahrhundert. Sie glaubten, dass das Baden in solchen Quellen eine medizinische Wirkung hat.
Am 9. Juli 2020 entschied der Oberste Gerichtshof der Vereinigten Staaten in der Rechtssache McGirt gegen Oklahoma, dass die Reservate der Fünf Stämme, die einen großen Teil von Ostoklahoma umfassen, nie vom Kongress aufgelöst wurden und daher immer noch „Indianerland“ im Sinne des Strafrechts sind.

## Demografie
Nach einer Schätzung von 2019 leben in Claremore 18.743 Menschen. Die Bevölkerung teilte sich im selben Jahr auf in 69,3 % Weiße, 1,7 % Afroamerikaner, 15,8 % amerikanische Ureinwohner, 0,6 % Asiaten und 11,1 % mit zwei oder mehr Ethnizitäten. Hispanics oder Latinos aller Ethnien machten 6,1 % der Bevölkerung aus. Das mittlere Haushaltseinkommen lag bei 46.295 US-Dollar und die Armutsquote bei 14,3 %.
| Jahr | Einwohner * |
| ---- | ----------- |
| 1900 | 855         |
| 1950 | 5.494       |
| 1960 | 6.639       |
| 1970 | 9.084       |
| 1980 | 12.085      |
| 1990 | 13.280      |
| 2000 | 15.873      |
| 2010 | 18.581      |
| 2020 | 19.580      |

## Bildung
In Claremore befindet sich der Hauptcampus der Rogers State University, eine öffentliche Universität mit ca. 4300 Studierenden.

## Wirtschaft
Die Wirtschaft von Claremore ist diversifiziert. Baker Hughes, ein Unternehmen für Ölfelddienstleistungen, hat eine große Präsenz in der Stadt. Zusammen mit mehreren anderen großen Unternehmen befindet es sich im Claremore Industrial Park. Dieser ist nur wenige Meilen vom Tulsa Port of Catoosa entfernt, der an den Flüssen Verdigris und Arkansas liegt.

## Söhne und Töchter der Stadt
- Will Rogers (1879–1935), Komiker und Entertainer
- Helen Robson Walton (1919–2007), Gattin von Sam Walton
- Patti Page (1927–2013), Sängerin
- Rotnei Clarke (* 1989), Basketballspieler